# Swipe file
Um arquivo de referência (em inglês:  swipe file) é uma coleção de anúncios e cartas de vendas testados e comprovados. Manter um arquivo de referência é uma prática comum utilizada por Redatores publicitarios e diretores criativos como uma fonte de ideias para projetos.
Autores e editoras podem se beneficiar criando um arquivo de referência com títulos de best-sellers para obter ideias para seus próprios títulos. Publicitários podem criar um arquivo de referência com manchetes de comunicados de imprensa bem-sucedidos. Redatores publicitarios também precisam manter um arquivo de referência com anúncios para inspiração futura.